# بانک ماهاراشترا
بانک ماهاراشترا (انگلیسی: Bank of Maharashtra) شرکت دولتی خدمات مالی و بانکداری هندی است، که در سال ۱۹۳۵ تأسیس شد.